# Kohei Saito
Kohei Saito (斎藤 幸平, Saitō Kōhei, 31 de Janeiro de 1987) é um filósofo japonês. Saito é responsável pela renovação do interesse da sociedade japonesa pela obra de Karl Marx no século XXI, especialmente após a publicação em 2020 do seu livro best-seller "O capital no antropoceno". Apoiando-se nos estudos marxianos tardios sobre sociedades pré-capitalistas, Saito elaborou suas teorias do comunismo de decrescimento e da ruptura metabólica.
Saito é um dos principais nome do ecossocialismo contemporâneo, sendo um crítico do socialismo real e das teorias do decrescimento que não levam em conta o fim do capitalismo, assim como da ecologia capitalista promovida por iniciativas como os Objetivos de Desenvolvimento Sustentável.
Suas principais obras são "O ecossocialismo de Karl Marx" (2017), "O capital no antropoceno" (2020) e "Karl Marx no antropoceno" (2023).